# Folyamatos kotró
A folyamatos kotró olyan föld vagy talajkitermelésre készült munkagép, amely a kitermelést mozgó vedersorral folyamatos üzemben végzi, szemben a szakaszos üzemű kotrógépekkel, amelyeknek egyetlen kotrókanalukkal a kikotort vagy kimarkolt földet az ürítés helyére is kell mozgatniuk, hogy ott kiürítsék belőle, majd a gép visszaálljon a kitermelés helyére. A folyamatos kotrók több edénnyel rendelkeznek, amelyek típustól függően merítéklétrán vagy marótárcsán helyezkednek el. Működés közben az edénysor vagy vedersor lassan előrehalad, miközben a kotróedények a talajba hatolnak és folyamatosan marják ki a talajréteget. A folyamatos kotrók sajátosságaik és hatásfokuk miatt főleg bányászatban használt munkagépek, mivel ilyen volumenben gazdaságos a működtetésük. Földkitermelőgépek lévén a mobilkotrók mellett ezeket a géptípusokat is szokták exkavátornak hívni.

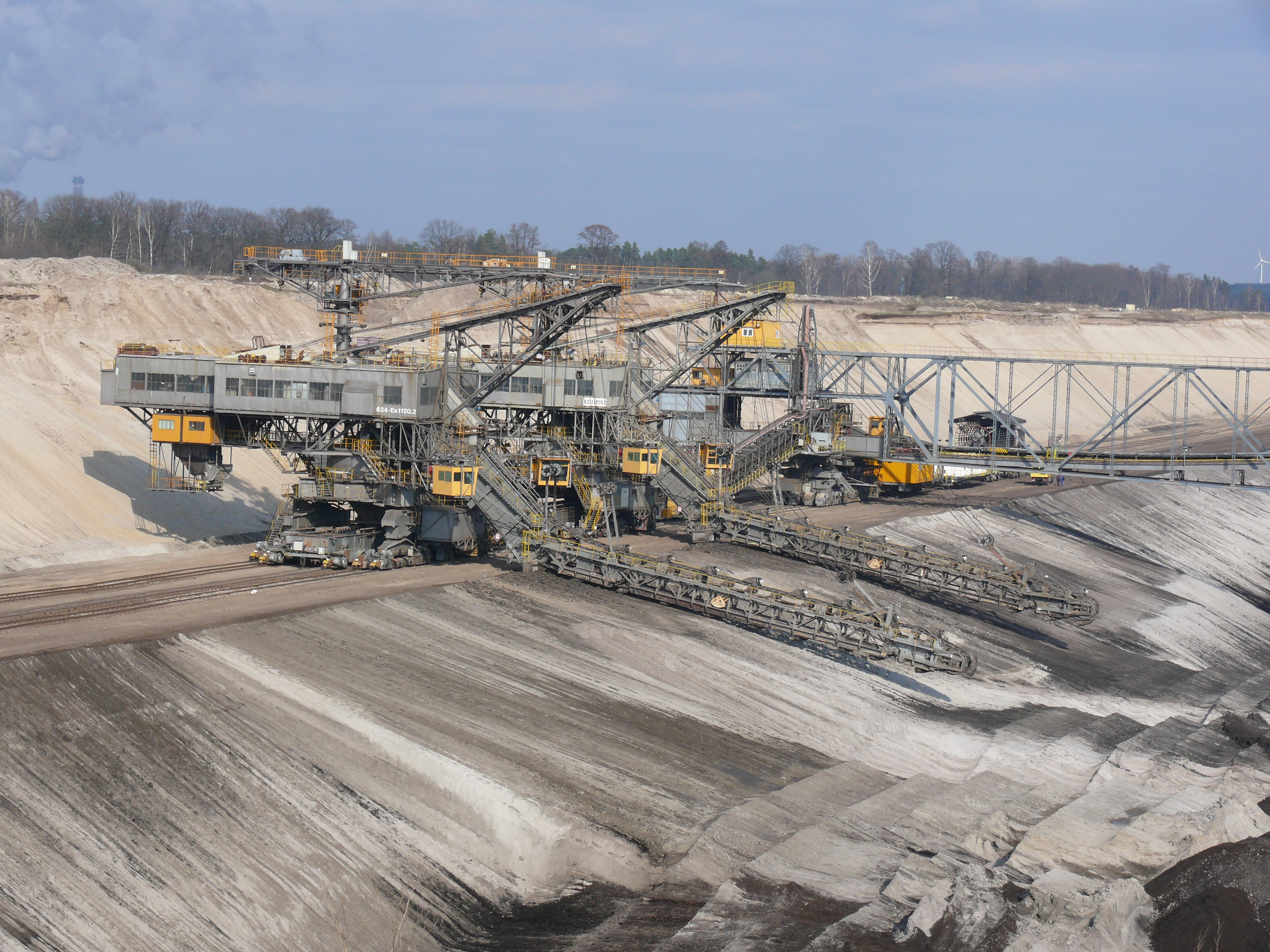
Vedersoros kotrók gépláncban

## Típusok
A folyamatos kotrónak több típusa is van: vedersoros kotró, vedersoros árokásó, marótárcsás kotró és marótárcsás árokásó. A vedersoros gépek edényei merítéklétrán vagy merítékvázon helyezkednek el, ezen fut a láncszerkezet ami a kotróedényeket hordozza és mozgatja. Marótárcsás gépeknél a kotróedények a marótárcsa peremére vannak szerelve és azzal együtt forognak.

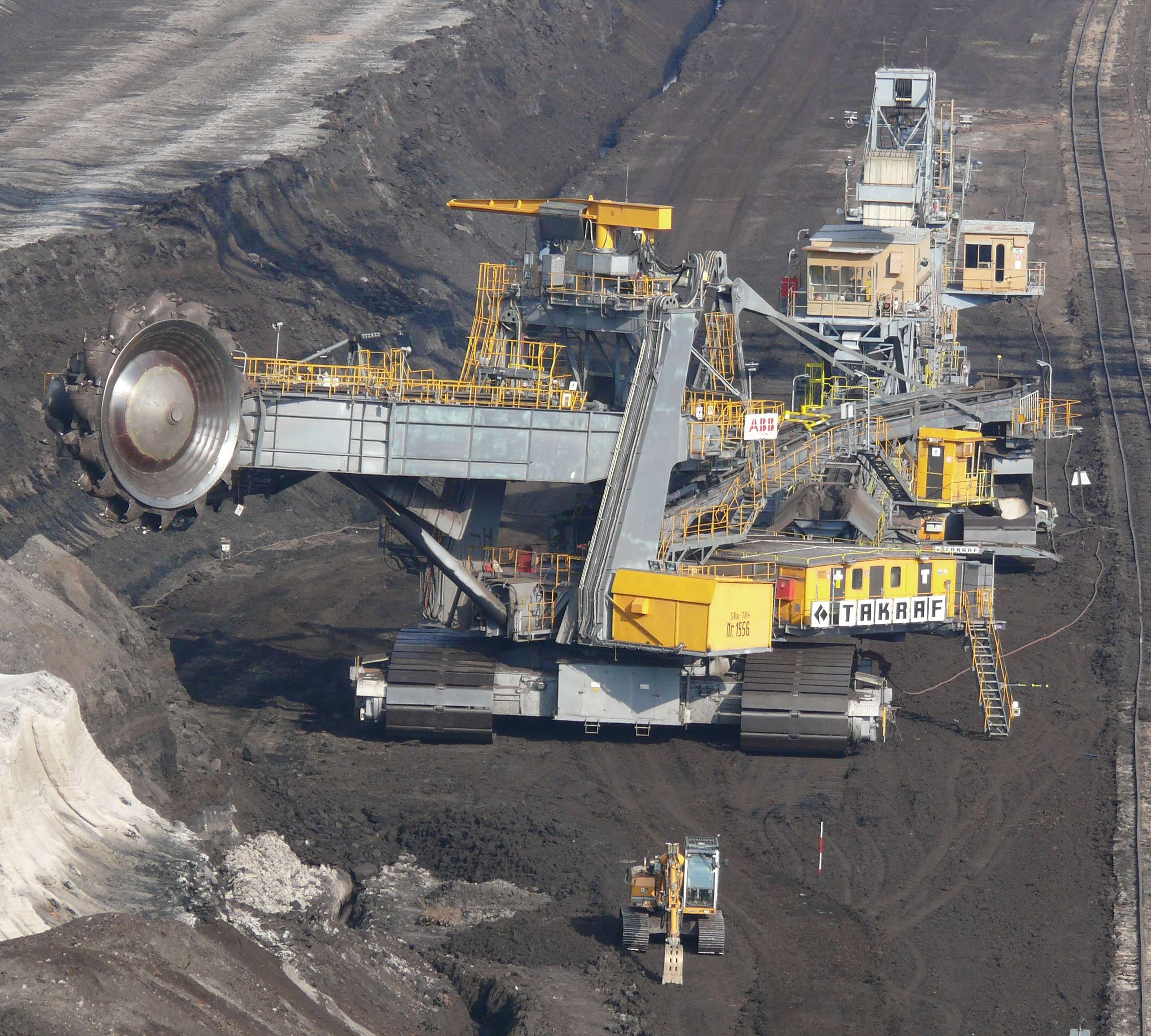
Hatalmas marótárcsás kotró, előtte egy hagyományos mobilkotróval, mintegy összehasonlításként

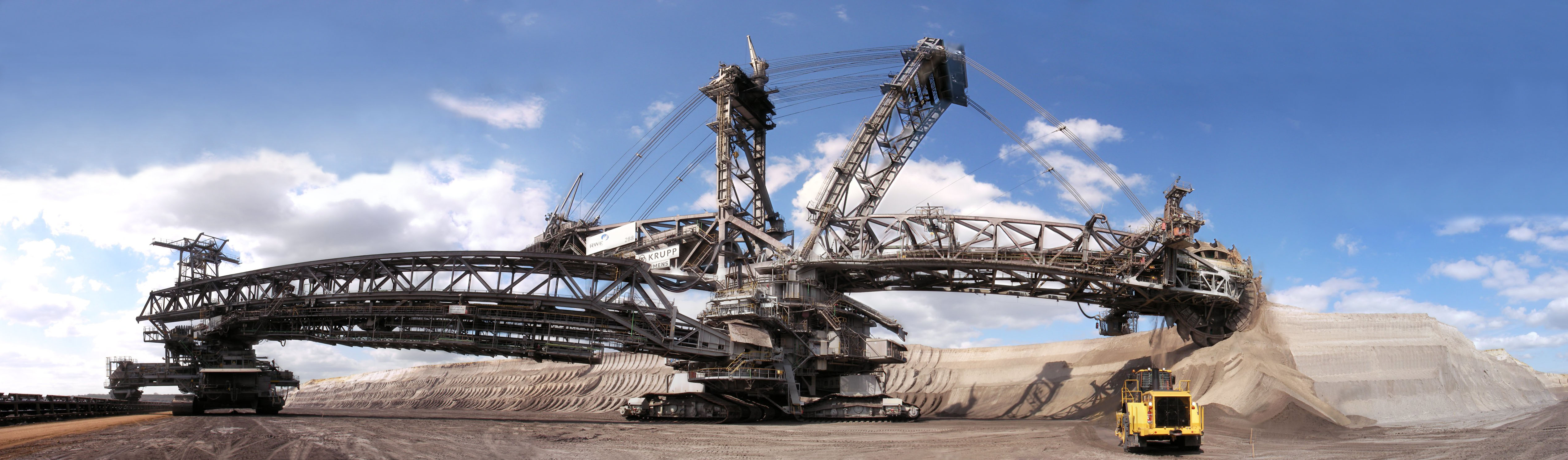
Az egyik legnagyobb marótárcsás kotró: Bagger 288 a Krupp cégtől

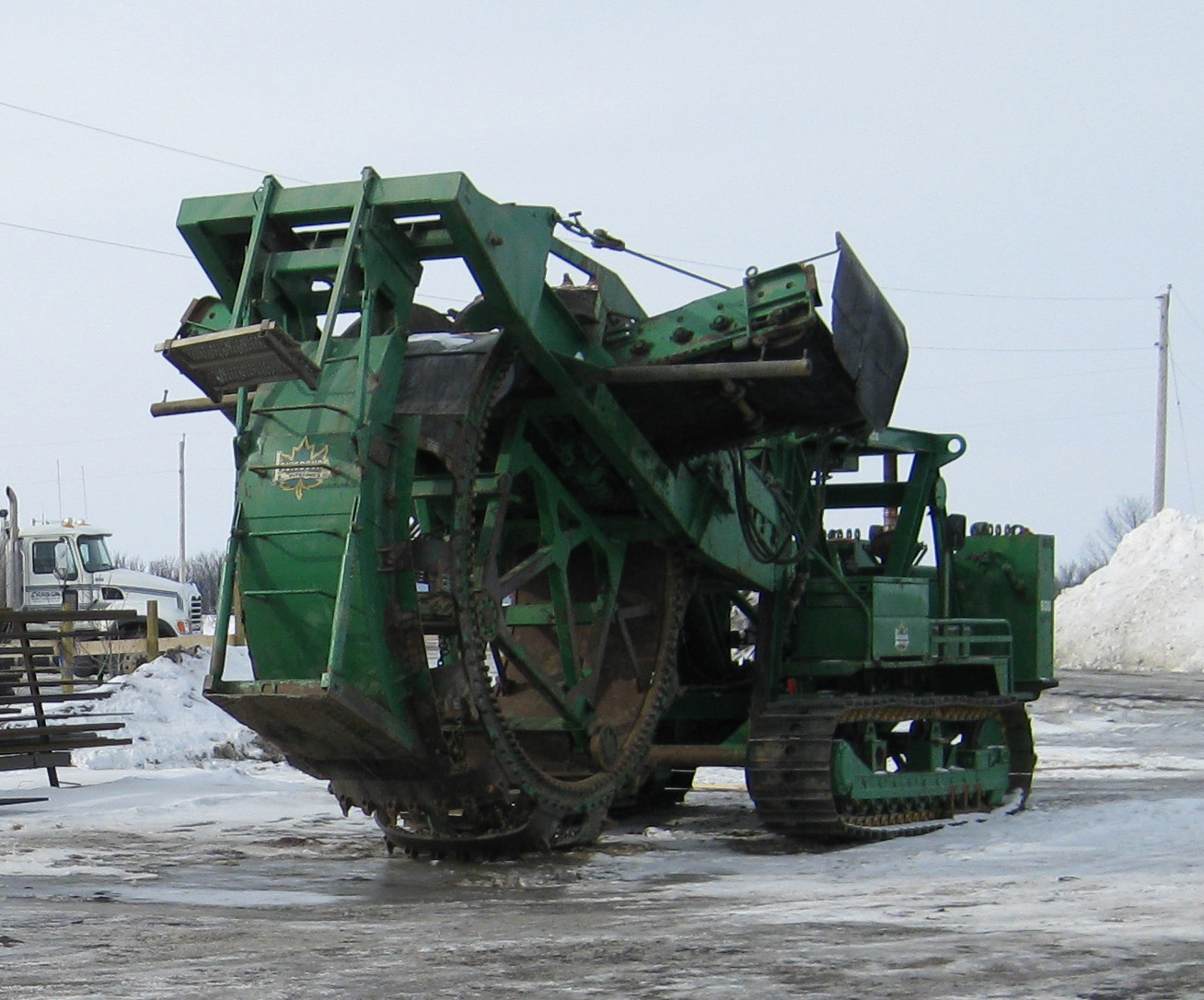
Marótárcsás árokásó

### Vedersoros kotró
A vedersoros kotró kotróedényei egy végtelenített láncon kapnak helyet, amit egy merítéklétrának nevezett hosszú vázszerkezeten vezetnek végig és működtetnek. A létra tetején van az a forgódob, ami a rendszert üzemeli. Miután a kotróedények megteltek, átfordulnak a dobon és a vedersor másik oldalán az ún. surrantócsatornába ejtik a földet. Itt egy szállítószalag továbbítja a földet, amit a szalag szállítójárműre vagy a talajszintre ürít. Maga a kotró lánctalppal vagy sínen mozog, a járószerkezet tartalmazza a kotróházat, benne a hajtóegységgel és az átvitellel a mozgórészek számára. A kotróból úszó változat is létezik, ekkor a gép hajóra van építve. A járószerkezethez merőlegesen csatlakozik a merítéklétra és az azt tartó függesztőgém. A gém kötélzettel tartja a merítéklétrát és azt emelni, illetve süllyeszteni is képes, így a gép járószint alatt és felett is képes dolgozni, ahogy azt az adott technológia megkívánja. Miközben a gép halad a rá merőleges, folyamatos üzemű vedersor lekotorja az adott talajréteget. A vedersoros kotró kavics, agyag, homok kitermelésére, felső bányarétegek lekotrására, csatornák ásására és tisztítására, valamint rézsűk kialakítására használható.

### Vedersoros árokásó
A vedersoros árokásó szerkezetileg hasonló a kotróéval, lényeges különbség, hogy itt a kotrószerkezet párhuzamos a géppel és annak mozgásával azonos irányban kotor. A gép járószerkezete lánctalpas vagy gumikerekes traktor, kisebb berendezés akár utólagosan is felszerelhető. Miközben a hordozójármű előrehalad az itt hidraulikusan mozgatott merítéklétra a felszín alá süllyed, és a vedersor a gép haladási irányában marja, ássa ki a talajt, a gép mögött mély árkot hagyva. Az árok mélysége 3–5 m között változhat, szélessége a bontófogakkal rendelkező kotróedény szélességével egyenlő. A gép vízszintes talajon képes hatékonyan, a tervnek megfelelő árok kialakításán dolgozni, ezért ajánlott a munka előtt egyenesre egyengetni a terepet.

### Marótárcsás kotró
A marótárcsás kotró már marótárcsával dolgozik, amely egy olyan acéltárcsa, aminek külső peremén foglalnak helyet a bontófogakkal rendelkező kotróedények. A marótárcsa vagy marókerék átmérője a gép méretétől függően pár métertől több tíz méteres is lehet. A tárcsa egy hosszú gém végén helyezkedik el, ezen ugyanúgy szállítószalag található, mint a vedersoros gépeken. A tárcsa általában alulról felfelé mozogva kotor, mikor a tárcsán lévő edény felülre kerül a kikotort föld egy ott kialakított nyíláson keresztül a szállítószalagra hullik. A szállítószalag ezután az alapgéphez továbbítja a földet, ami egy, a gép másik végén kiálló gémen lévő, másik szállítószalagra kerül. Ez a szalag ezután további szállítórendszerbe, depóba, vagy a talajszínt meghatározott részére ürít. A tárcsás gémet és a szállítógémet is egy-egy függesztőgémen átvezetett kötélzet tartja, és velük lehet beállítani a gémek dőlésszögét is. Bizonyos újabb gépeken ez hidraulikus hengerekkel állítható. Az alapgép lánctalpakon halad ami egy alvázhoz tartozik, ezen a kotró ugyanúgy foglal helyet, mint a hagyományos markológépek, és ugyanúgy forgózsámolyon van, amin ugyanúgy képes bármely irányba elfordulni. A marótárcsát akár így forgatva, akár a gép haladásával is bele lehet mélyíteni a lekotrandó talajrétegekbe. A marótárcsás kotrót főleg külszíni kőszén és lignitbányászatban használják.
Néhány vedersoros kotróval együtt ebből a típusból kerültek ki a világ legnagyobb kotrógépei, amiket Németországban gyártottak és használnak. Néhány modellt már leállítottak, ezeket múzeumban, vagy inkább múzeumként lehet látogatni.

### Marótárcsás árokásó
A marótárcsás árokásó szintén marótárcsával vagy inkább marókerékkel dolgozik, de a földfelszín alatt, hasonlóan, mint a vedersoros megfelelője: a gép után haladva a talajból kikotorva árkot hagy maga után. A kereket ugyanúgy egy hordószerkezetre erősítik. Érdekesség, hogy a marótárcsát ez estben nem a középponton fogatják fel, mert így a kerék mélyebbre süllyeszthető és a kihordószalag elhelyezhető mellette. A hordozójármű itt is egy lánctalpas vagy gumikerekes traktornak megfelelő gép, ehhez csatlakozik a kerék hordozószerkezete. A szerkezetet két hidraulika emeli vagy süllyeszti, amikhez görgős lánccal kapcsolódik. A kereket a belsején kialakított fogaskoszorún keresztül hajtják meg a meghajtott fogaskerekek. A kiásott árok akár 1 m széles, mélysége akár 2 m is lehet. A marótárcsás árokásó hatásfoka nagyobb a hagyományos gépeknél, kisebb viszont a tömege és energiaigénye.

## Más ásógépek
Az előbbi árokásógépekkel rokon gépek a maróláncos és vágótárcsás gépek:

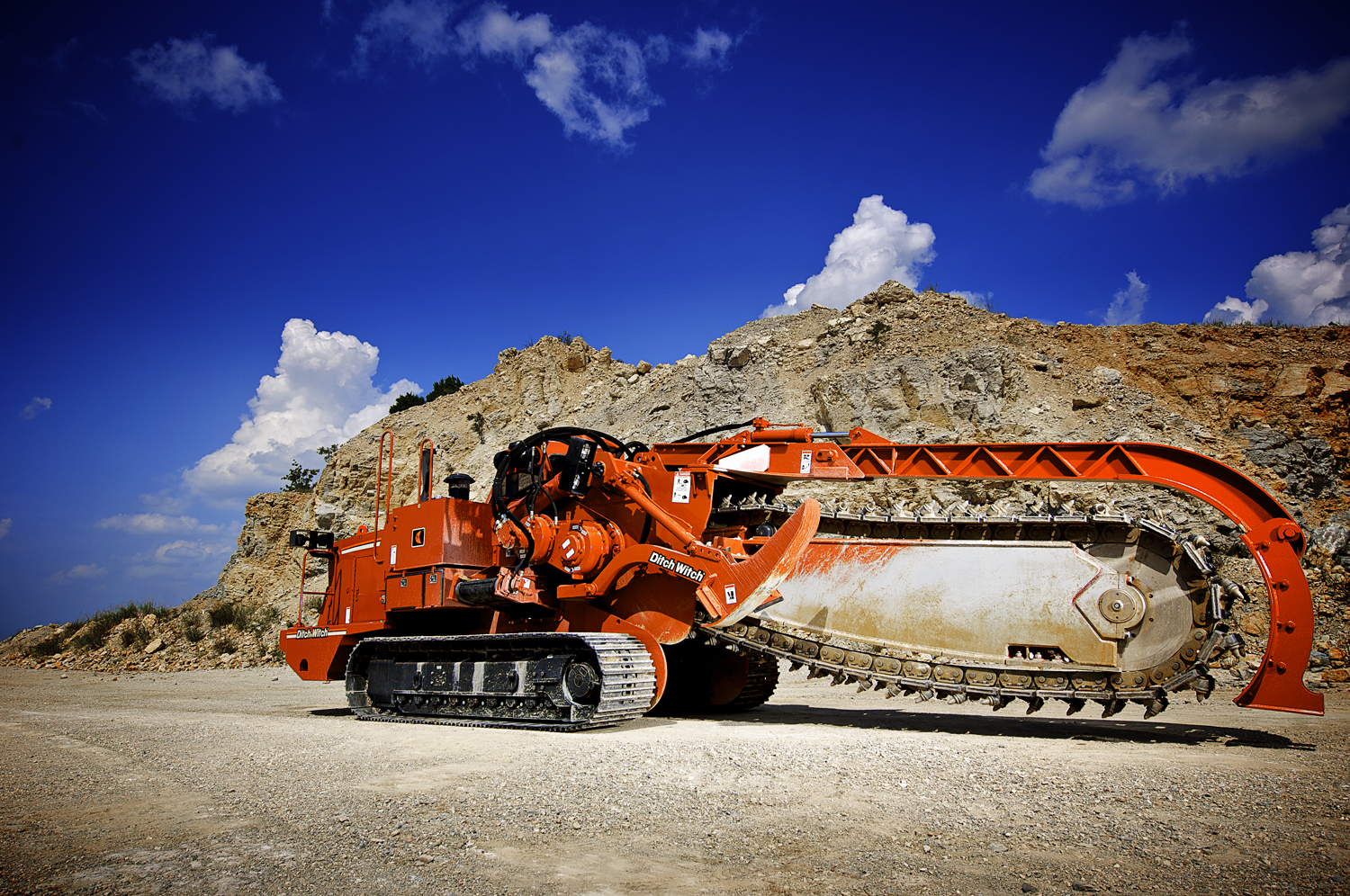
Maróláncos gép

### Maróláncos gép
A maróláncos gépek láncain nem kotróedények, hanem kaparófogak sorakoznak, ezekkel gyakorlatilag mint egy nagy láncfűrész működik a szerkezet: a lánc fogai belevájódnak a talajba és mintegy „kifűrészelik” az árkot. Ilyen gépekből is többféle, kisebb-nagyobb kivitel van, vannak egész rövid és keskeny láncúak, amiket szintén akár utólag is fel lehet szerelni megfelelő hordozójárműre, és vannak hosszabb, szélesebb láncúak is, amik már önjáró munkagépek. Ezek nagyobb, lánctalpas, zömök gépek, a maróláncszerkezet emelését és süllyesztését hidraulika végzi. Az ilyen gépeket gyakran kábelfektetésre használják szabad területeken, ahol a kimart árokba rögvest le is fektetik a vezetékeket vagy kábelalagutat, amiket a gépeken erre a célra kialakított orsókra tekernek fel. Azokról aztán a marással szinkronban folyamatosan csévélődnek le és helyeződnek el az árokba, amit utána visszatemetnek.

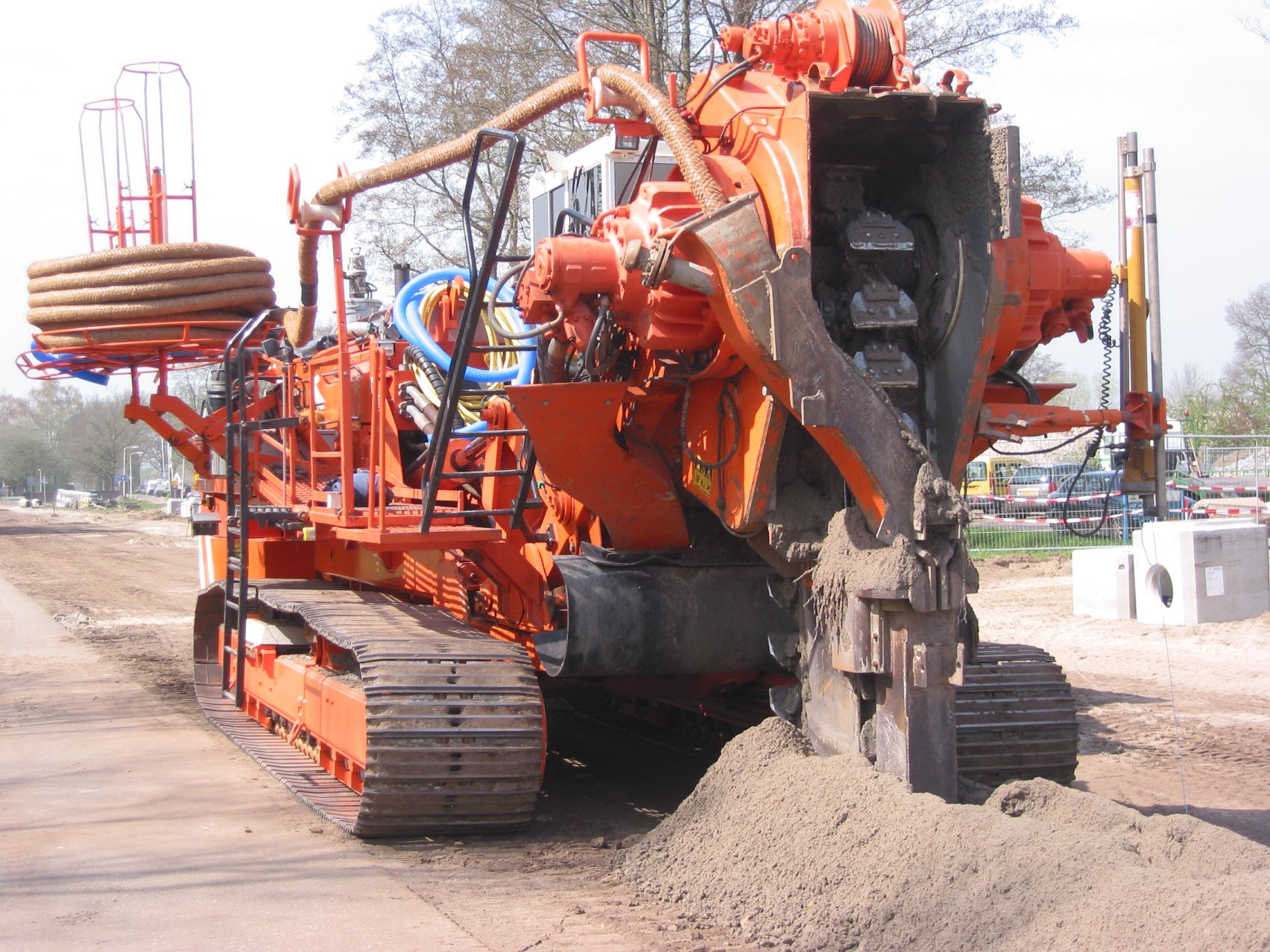
Maróláncos gép munka közben, mely az oldalán feltekert vezetékcsövet fekteti le a marással egyszerre

### Vágótárcsás gép

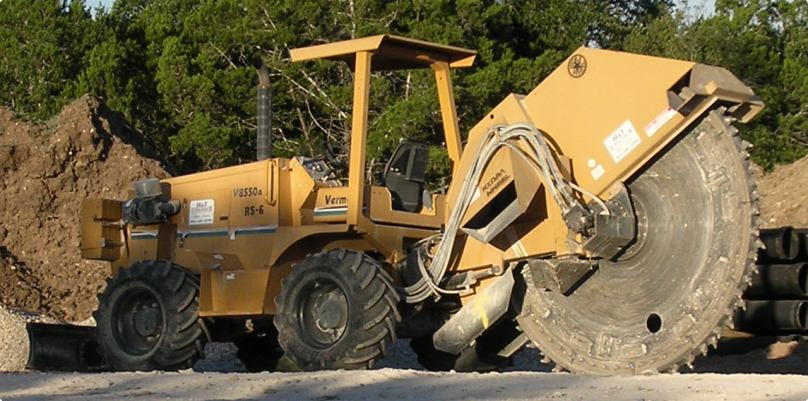
Vágótárcsás gép

A vágótárcsás gépek nagy, masszív koronggal vannak felszerelve, amelynek kerületén hegyes, kemény ötvözetű fogak sorakoznak, ezzel kemény, kötött talajokba vagy akár kőzetekbe is képesek belevájni.
Mindkét gép ugyanúgy működik, mint a már ismertetett vedersoros és marótárcsás árokásó: haladási iránnyal megegyezően, a gép után a talajba mélyítve a szerszámot készítik el az árkot vagy vágatott.

## Gyártók
Néhány ismert gyártó:
- Krupp
- TAKRAF → MAN/TAKRAF
- O&K → New Holland
- Vermeer
- Tesmec
- Mastenbroek
- Ditch Witch
- Barber Green
- Kukla

## Jegyzet
- „Buldózert eszik reggelire”

## Fordítás
- Ez a szócikk részben vagy egészben  a   Schaufelradbagger című német Wikipédia-szócikk fordításán alapul.  Az eredeti cikk szerkesztőit annak laptörténete sorolja fel. Ez a jelzés csupán a megfogalmazás eredetét és a szerzői jogokat jelzi, nem szolgál a cikkben szereplő információk forrásmegjelöléseként.
- Ez a szócikk részben vagy egészben  az   Eimerkettenbagger című német Wikipédia-szócikk fordításán alapul.  Az eredeti cikk szerkesztőit annak laptörténete sorolja fel. Ez a jelzés csupán a megfogalmazás eredetét és a szerzői jogokat jelzi, nem szolgál a cikkben szereplő információk forrásmegjelöléseként.